# Andreas Manz
Pour les articles homonymes, voir Manz.
Andreas Manz, né le 12 décembre 1956 à Zurich, est un chercheur suisse en chimie analytique, ancien directeur du Leibniz-Institut für Analytische Wissenschaften (de) (ISAS) et professeur à l'université de Dortmund. Ses activités de recherche concernent les laboratoires sur puce pour l'analyse chimique et les microsystèmes d'analyse totale, dont il rationalise le concept en 1990.

## Parcours scientifique
Andreas Manz effectue la majorité de son cursus universitaire à l'École polytechnique fédérale de Zurich ; il obtient son diplôme en chimie organique et analytique en 1982. Il y effectue ensuite une thèse de doctorat en chimie analytique, sous la direction de Wilhelm Simon, ; ses travaux portent sur l'utilisation de microélectrodes comme détecteurs pour la chromatographie liquide dans des volumes de l'ordre du picolitre. Il obtient son doctorat en 1986 et part ensuite au Japon, pour un post-doctorat d'un an au Hitachi Central Research Laboratory (HCRL), à Kokubunji ; il y développe une colonne de chromatographie liquide sur puce.
En 1988, il quitte l'École polytechnique fédérale de Zurich pour Ciba-Geigy (Bâle, Suisse) où il développe, avec H. Michael Widmer, le concept de microTAS. Il obtient en 1995 son habilitation auprès de l'université technique de Vienne (Technische Universität Wien, TU Wien). Il rejoint alors l'Imperial College London où il occupe la chaire de chimie analytique SmithKline Beecham ; il dirige également le Zeneca/SmithKline Beecham Centre for Analytical Chemistry, une unité de recherche commune entre l'Imperial College, Zeneca et SmithKline Beecham (en). Il travaille notamment sur des laboratoires sur puce pour la chimie analytique.
En décembre 2003, il prend la tête de l'Institut für Analytische Wissenschaften (ISAS, Dortmund, Allemagne) et devient professeur à l'université de Dortmund, dans le département d'ingénierie chimique et biochimique. Il quitte la direction de l'ISAS en mai 2008 pour raisons personnelles.
En mai 2010, le programme d'analyse de publications hview lui attribue au moins 136 articles et un indice h de 48 (Web of Science).

## Microsystèmes d'analyse totale
Lors de son séjour chez Ciba-Geigy, Andreas Manz travaille avec H. Michael Widmer, chef du département de chimie analytique. Widmer a présenté en 1983 le concept de système d'analyse totale : il s'agit de systèmes d'analyse chimique fonctionnant à partir d'échantillons bruts (sang total, salive, urine, etc.). Manz propose en 1990 le concept de « systèmes miniaturisés d'analyse chimique totale » (miniaturized total chemical analysis systems), plus tard abrégé en « microTAS » (micro total analysis systems, microsystèmes d'analyse totale). Des travaux antérieurs ont déjà été effectué dès 1979, notamment par Terry et al., qui ont réalisé un système miniaturisé d'analyse de gaz par chromatographie sur un substrat de silicium. Cependant, ce n'est qu'après la rationalisation du concept par Manz et al. que les travaux de recherche dans ce domaine prennent réellement leur essor.

## Récompenses
- 2015 : Récompensé à Paris le 11 juin par l’Office européen des brevets[2]
- 2002 : Royal Society of Chemistry 2002 Nanotechnology Award, sponsorisé par Sumitomo, pour ses contributions à la « technologie micropuce utilisée pour les applications chimiques, en particulier la chimie analytique et les sciences du vivant »[16].
- 2000 : Pfizer Research Award, pour ses contributions dans le domaine des laboratoires sur puce[7].
- 1999 : Pittsburgh Conference Lectureship de l'université de Pittsburgh (Département de chimie)[7].
- 1998 : Royal Society of Chemistry Theophilus Redwood Lectureship[17].
- 1996 : Heinrich Emanuel Merck (de) Award for Analytical Chemistry, avec D. Jed Harrison[18], pour leurs contributions à l'électrophorèse capillaire sur puce.
- 1995 : Werner Prize, Swiss Chemical Society[19], pour ses contributions dans le domaine des systèmes d'analyse miniaturisés.

## Ouvrages
- (en) Andreas Manz, Nicole Pamme et Dimitri Iossifidis, Bioanalytical Chemistry, Imperial College Press, novembre 2004, 201 p. (ISBN 978-1-86094-371-3, OCLC 56138932, lire en ligne)
- (en) Andreas Manz et Holger Becker, Microsystem Technology in Chemistry and Life Science, Berlin ; New York, Springer, 9 décembre 1997, 263 p. (ISBN 978-3-540-63424-9, OCLC 38175860)